# Världsmästerskapen i breakdance 2023
Världsmästerskapen i breakdance 2023 hölls mellan den 23 och 24 september 2023 i Leuven i Belgien. Det var den fjärde upplagan av världsmästerskapen i breakdance som arrangerades av World DanceSport Federation. 
Guldmedaljörerna kvalificerade sig för breaking vid olympiska sommarspelen 2024 i Paris.

## Medaljörer
| Gren    | Guld                   | Silver                 | Brons                      |
| B-Girls | Dominika Banevič Nicka | Ayumi Fukushima Ayumi  | Sya Dembélé Syssy          |
| B-Boys  | Victor Montalvo Victor | Philip Kim Phil Wizard | Nakarai Shigeyuki Shigekix |